# CFU Championship
CFU Championship (ibland som CFU Nations Cup) var en fotbollsturnering för landslag i Karibien mellan 1978 och 1988. Turneringen var en föregångare till karibiska mästerskapet.

## Turneringar
| År   | Värdnation          | Vinnare             | Tvåa                           | Trea           | Fyra                |
| ---- | ------------------- | ------------------- | ------------------------------ | -------------- | ------------------- |
| 1978 | Trinidad och Tobago | Surinam             | Trinidad och Tobago            | Haiti          | Antigua och Barbuda |
| 1979 | Surinam             | Haiti               | Saint Vincent och Grenadinerna | Surinam        | Trinidad och Tobago |
| 1981 | Puerto Rico         | Trinidad och Tobago | Saint Vincent och Grenadinerna | Guadeloupe     | Puerto Rico         |
| 1983 | Franska Guyana      | Martinique          | Trinidad och Tobago            | Franska Guyana | Antigua och Barbuda |
| 1985 | Trinidad och Tobago | Martinique          | Barbados                       | Guadeloupe     | Surinam             |
| 1988 | Martinique          | Trinidad och Tobago | Antigua och Barbuda            | Martinique     | Guadeloupe          |